# Mount Mendeleeva
Mount Mendeleeva ist ein Berg in den Prince Charles Mountains des ostantarktischen Mac-Robertson-Lands. Er ragt östlich des Trail-Gletschers und des Mount Menzies an der Südseite des Fisher-Massivs auf. 
Russische Wissenschaftler benannten ihn. Namensgeber ist vermutlich der russische Chemiker Dmitri Iwanowitsch Mendelejew (1834–1907).